# Van Oord
Royal Van Oord és una empresa de contractació marítima neerlandesa especialitzada en activitats de dragatge, recuperació de terres, la construcció d'illes artificials i infrastructures marines com parcs eòlics. Royal Van Oord duu a terme projectes arreu del món. La companyia té una de les flotes de dragatge més grans del món.

## Història

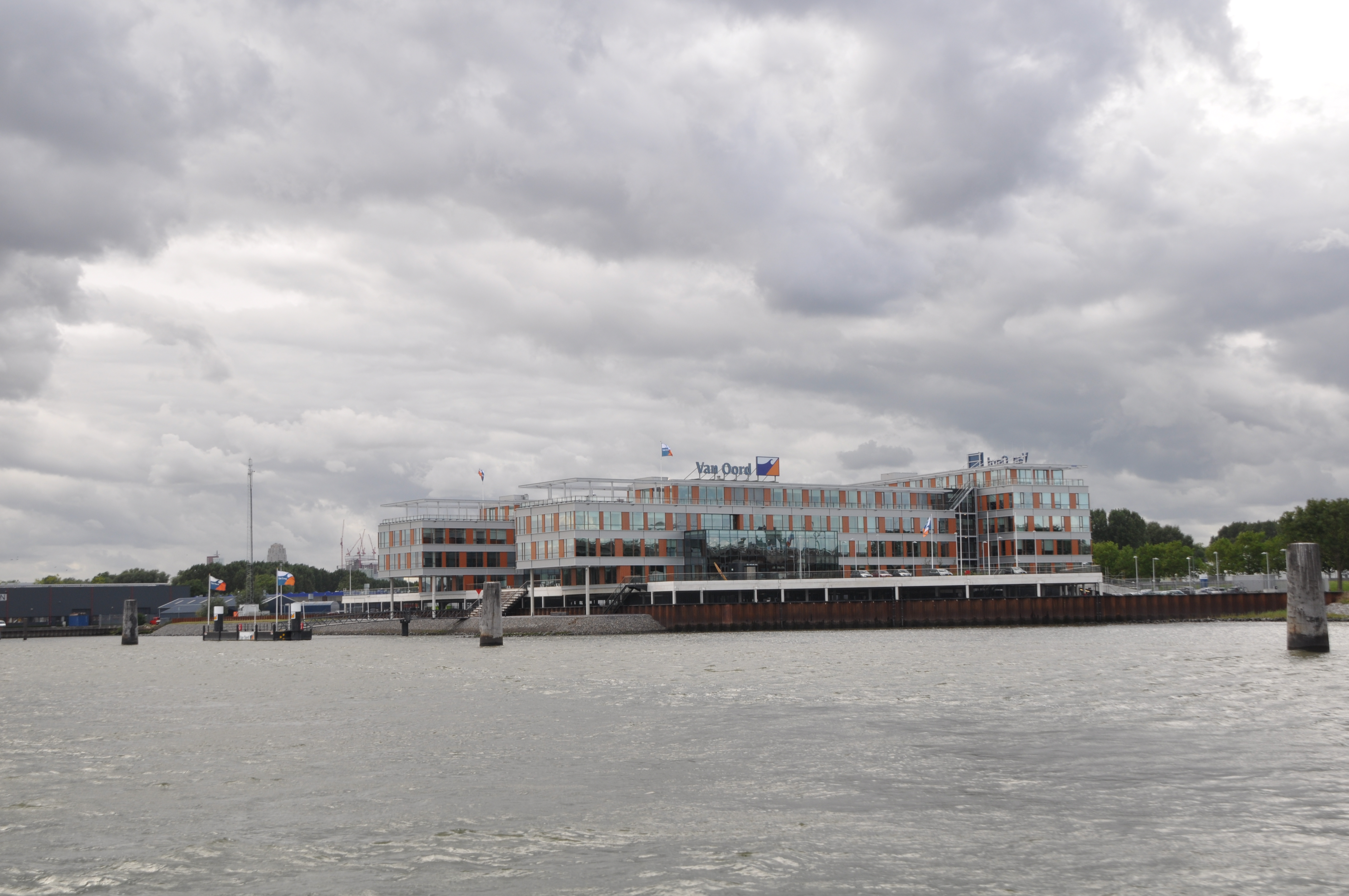
Seu central de Van Oord a Rotterdam

L'empresa va ser fundada per Govert van Oord el 1868. El 1990 va adquirir Aannemers Combinatie Zinkwerken ('ACZ') i el 2003 Ballast HAM Dredging (formada a partir de la fusió de la divisió de dragatge de Ballast Nedam amb Hollandse Aanneming Maatschappij ('HAM') dos anys abans). El rei Willem-Alexander dels Països Baixos va concedir a Van Oord el dret d'utilitzar la denominació "Koninklijk" (Reial) el 23 de novembre de 2018.

## Principals projectes
Alguns dels projectes realitzats per la companyia inclouen l'Oosterscheldekering entre Schouwen-Duiveland i Noord-Beveland completat el 1986, el Palm Jumeirah a Dubai completat el 2003, el gasoducte IJsselmeer als Països Baixos completat el 2006 i el World, també a Dubai i completat el 2008. El 2010 la companyia va obrir una oficina de vendes i suport a Houston, Texas, centrada en el mercat nord-americà.
El desembre de 2016 l'empresa va entrar en un consorci amb els socis Shell, Eneco i Mitsubishi/DGE; al consorci se li va adjudicar el projecte Borssele 3 i 4. La proposta presentava un preu d'exercici de 54,50 cèntims d'euro per megawatt-hora, el preu més baix ofert als Països Baixos en aquell moment.  Arxivat 2019-08-20 a Wayback Machine.
A mitjans de 2018, Van Oord va anunciar l'adquisició de MPI Offshore que fins llavors pertanyia al grup Vroon. Des de l'any 2003, MPI Offshore s'ha especialitzat en instal·lacions eòliques marines: Van Oord reforçava així el seu posicionament al mercat britànic. Amb aquesta adquisició, Van Oord també va passar a fer-se càrrec dels dos vaixells i la tripulació. La transacció està subjecta a l'autorització anti monopoli, però s'espera que es resolgui a finals de setembre de 2018.

## Filials
| Filial                                                              | País                | Àrea          |
| ------------------------------------------------------------------- | ------------------- | ------------- |
| Van Oord Dredging and Marine Contractors                            | Azerbaidjan         | Europa        |
| Van Oord UK Ltd                                                     | Anglaterra          | Europa        |
| Sodranord SARL                                                      | França              | Europa        |
| Van Oord Deutschland GmbH                                           | Alemanya            | Europa        |
| Van Oord Offshore Wind Germany GmbH                                 | Alemanya            | Europa        |
| Van Oord (Gibraltar) Ltd                                            | Gibraltar           | Europa        |
| Dravo SA - Itàlia                                                   | Itàlia              | Europa        |
| Caspian Dredging and Marine Contractors LLP                         | Kazakhstan          | Europa        |
| Van Oord Dredging and Marine Contractors                            | Romania             | Europa        |
| Van Oord Dredging and Marine Contractors - OOO Ballast Ham Dredging | Rússia              | Europa        |
| Dravo SA - Espanya                                                  | Espanya             | Europa        |
| Van Oord Dredging and Marine Contractor                             | Turkmenistan        | Europa        |
| Van Oord Ucraïna                                                    | Ucraïna             | Europa        |
| Van Oord Dredging and Marine Contractor                             | Angola              | Àfrica        |
| Van Oord Nigeria Ltd                                                | Nigèria             | Àfrica        |
| Van Oord Dredging and Marine Contractor                             | Argentina           | Amèrica       |
| Van Oord Serviços de Operações Marítimas Ltda.                      | Brasil              | Amèrica       |
| Van Oord Dredging and Marine Contractors BV                         | Colòmbia            | Amèrica       |
| Van Oord de México, SA de CV.                                       | Mèxic               | Amèrica       |
| Van Oord Panama SA                                                  | Panamà              | Amèrica       |
| Van Oord Dredging and Marine Contractors BV                         | Perú                | Amèrica       |
| Van Oord Offshore EUA                                               | Estats Units        | Amèrica       |
| Van Oord Australia Pty Ltd                                          | Austràlia           | Austràlia     |
| Van Oord (Xangai) Dredging Co., Ltd                                 | Xina                | Àsia          |
| Van Oord Dredging and Marine Contractors bv                         | Hong Kong           | Àsia          |
| Van Oord India Private Limited                                      | Índia               | Àsia          |
| PT Van Oord Indonèsia                                               | Indonèsia           | Àsia          |
| Van Oord Dredging and Marine Contractors bv                         | Corea               | Àsia          |
| Van Oord (Malàisia) Sdn Bhd                                         | Malàisia            | Àsia          |
| Van Oord Dredging and Marine Contractors bv                         | Filipines           | Àsia          |
| Van Oord Singapur                                                   | Singapur            | Àsia          |
| Van Oord Middle East Limited                                        | Aràbia Saudita      | Orient Mitjà  |
| Van Oord Gulf FZE                                                   | Emirats Àrabs Units | Orient Mitjà  |
| Van Oord Middle East Limited - Sucursal d'Abu Dhabi                 | Emirats Àrabs Units | Orient Mitjà  |
| Van Oord Middle East Limited - Sucursal de Dubai                    | Emirats Àrabs Units | Orient Mitjà  |
| Van Oord RMC FZE                                                    | Emirats Àrabs Units | Orient Mitjà  |
| Van Oord Nederland bv                                               | Països Baixos       | Països Baixos |
| Van Oord Offshore bv                                                | Països Baixos       | Països Baixos |
| Van Oord Offshore Wind bv                                           | Països Baixos       | Països Baixos |
| Van Oord Grondstoffen                                               | Països Baixos       | Països Baixos |
| Paans Van Oord bv                                                   | Països Baixos       | Països Baixos |
| Wicks bv                                                            | Països Baixos       | Països Baixos |
| Wicks bv – Operacions / Taller                                      | Països Baixos       | Països Baixos |
| Yard Moerdijk                                                       | Països Baixos       | Països Baixos |
| Yard Zuilichem                                                      | Països Baixos       | Països Baixos |